# Campoplex tibialis
Campoplex tibialis är en stekelart som först beskrevs av Szepligeti 1916.  Campoplex tibialis ingår i släktet Campoplex och familjen brokparasitsteklar. Inga underarter finns listade.